# 116번가역 (IND 8번로선)
116번가(116th Street)역은 뉴욕 지하철의 IND 8번로선에 있는 역이다. 맨해튼 할렘의 116번가와 8번로(8th Avenue) 교차로에 위치하며 평일에 B열차, 야간을 제외한 전 시간에  C열차, 심야시간에  A열차가 운행된다.

## 역 구조
틀:NYCS Platform Layout IND Eighth Avenue Line/FDB local

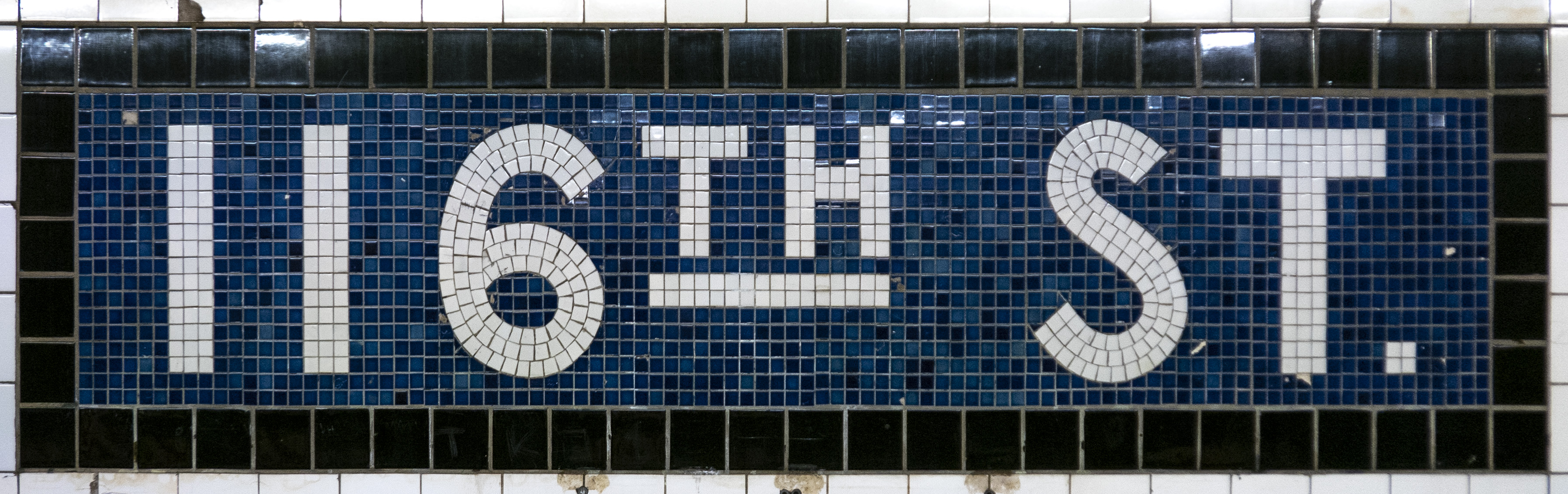
Mosaic name tablet

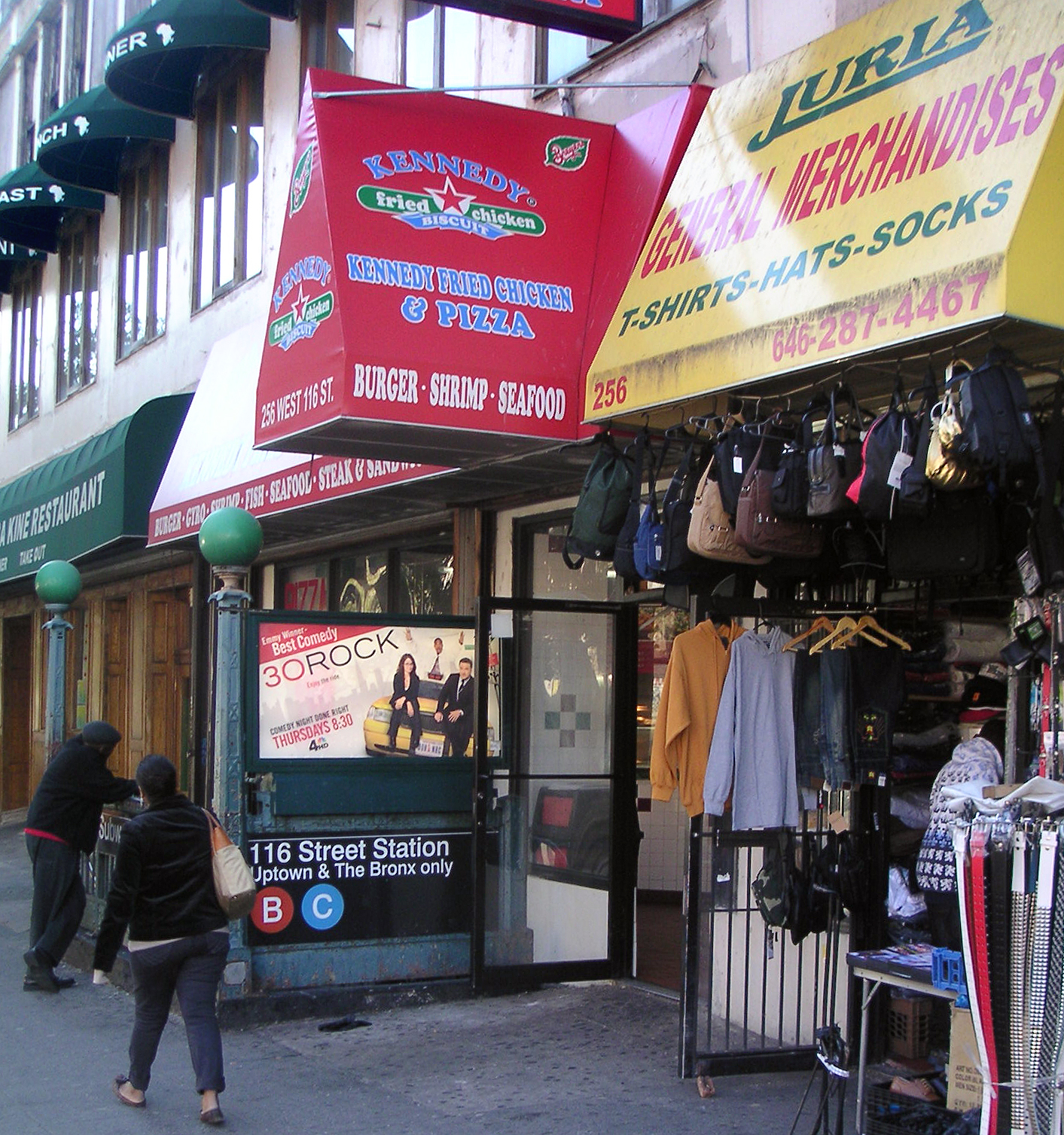
상행 승강장 방면 계단

본역은 2면 4선의 상대식 승강장을 갖춘 지하역이다. 승강장에는 midnight blue 바탕, 검은색 테두리에 트림 라인이 없는 흰색 산세리프 글씨로 "116TH ST"라고 적힌 역명판이 있다. 그리고 검은 테두리에 작은 방향 및 "116"이라고 적힌 역명표지가 일정한 간격으로 배치되어 있다. 두 승강장을 따라 일정한 간격으로 배치된 파란색 I-빔 기둥이 있으며, 다른 모든 기둥은 흰색 글씨로 된 검은색 역명판이 부착되어 있다.
각 승강장의 남쪽 끝에는 동일층의 운임 구역이 있다. 각각은 개찰구 뱅크와 거리로 가는 두 개의 계단이 있다. 남행 승강장에는 토큰 부스가 있지만 북행 승강장에는 2010년에 폐쇄되었고 몇 년 후에 제거되어 없다.
두 승강장 사이의 횡단 가능한 통로는 없다. 이에 따라 이 역과 135번가역은 59번가역 북쪽 8번로선의 역 중 반대 방향 간의 무료 횡단이 되지 않은 단 두 개의 역이다.
이 역은 2015-2019 MTA 캐피탈 프로그램의 일환으로 재건될 예정이다.

### 출구
북행 승강장의 출구는 116번가와 8번가의 동쪽 모퉁이로 연결되고 남쪽 방향 승강장의 출구는 서쪽 모퉁이로 연결된다.
| 출구 위치                                        | 출구 형태 | 출구 수 | 승강장 연결 |
| ------------------------------------------------ | --------- | ------- | ----------- |
| 프레데릭 더글라스 대로와 서116번가 북서쪽 모퉁이 | 계단      | 1       | 남행        |
| 프레데릭 더글라스 대로와 서116번가 남서쪽 모퉁이 | 계단      | 1       | 남행        |
| 프레데릭 더글라스 대로와 서116번가 북동쪽 모퉁이 | 계단      | 1       | 북행        |
| 프레데릭 더글라스 대로와 서116번가 남동쪽 모퉁이 | 계단      | 1       | 북행        |

두 승강장 모두 118번가와 프레드릭 더글라스 대로(Fredrick Douglass Boulevard)의 북쪽 모퉁이에 시간제 출구가 있었고, 북행 승강장의 출구는 북동쪽 모퉁이와 연결되었고 남행 승강장의 출구는 북서쪽 모퉁이와 연결되었다.

## 역 인근
- 컬럼비아 대학교 이스트 캠퍼스
- 모닝사이드 공원(Morningside Park)[7]